# روبرت سكوت (لاعب كريكت)
روبرت سكوت (26 أبريل 1909 ببادنغتون في المملكة المتحدة - 26 أغسطس 1957 ببادنغتون في المملكة المتحدة) (بالإنجليزية: Robert Scott)‏ هو لاعب كريكت بريطاني (وحمل سابقاً جنسية المملكة المتحدة لبريطانيا العظمى وأيرلندا). لعب مع نادي مقاطعة ساسكس للكركيت ‏ ونادي الكريكت في جامعة أكسفورد ‏.